# Nurul Hasan (Cricketspieler)
Quazi Nurul Hasan Sohan (bengalisch কাজী নুরুল হাসান সোহান; * 21. November 1990 in Khulna, Bangladesch) ist ein bangladeschischer Cricketspieler, der seit 2016 für die bangladeschische Nationalmannschaft spielt.

## Kindheit und Ausbildung
Hasan spielte drei Jahre für das U19-Team von Bangladesch und nahm mit diesen bei den ICC U19-Cricket-Weltmeisterschaften 2010 und 2012 teil.

## Aktive Karriere
Hasan gab sein First-Class-Debüt im Jahr 2011. In der National Cricket League 2013/14 konnte er besonders überzeugen und rückte damit näher an die Nationalmannschaft heran. Zunächst spielte er jedoch nur Touren mit der A-Mannschaft. Sein Debüt in der Nationalmannschaft gab er dann im Januar 2016 in der Twenty20-Serie der Tour gegen Simbabwe. Daraufhin wurde er für den Asia Cup 2016 nominiert und absolvierte dort zwei Spiele. Jedoch gelang ihn nicht der Sprung in den Kader für den ICC World Twenty20 2016. Nachdem sich Mushfiqur Rahim verletzte, folgte der nächste Einsatz bei der Tour in Neuseeland im Dezember 2016. Dort absolvierte er sein Test- und ODI-Debüt. In der Folge konkurrierte er mit Rahim und Litton Das um die Plätze. Gegenüber dem letzteren galt er als besserer Wicket-Keeper, jedoch war Das besser am Schlag. Darum spielte er zunächst vorwiegend im heimischen Cricket oder in der A-Mannschaft Bangladeschs. Abseits davon war er vorwiegend als Ersatzspieler b ei Touren dabei. Als solcher erhielt er bei einem Drei-Nationen-Turnier in Sri Lanka im März 2018 eine Geldstrafe vom Weltverband, nachdem er beim Überbringen einer Nachricht an die Batter seines Teams mit dem gegnerischen Kapitän Thisara Perera aneinandergeriet. Im Sommer 2018 erhielt er dann wieder einen Einsatz bei der Test-Serie in den West Indies, wobei ihm ein Half-Century über 64 Runs gelang. Daraufhin fiel er jedoch wieder aus dem Kader.
In der Saison 2019/20 gewann er mit der Khulna Division den Titel in der National Cricket League. Weitere gute Leistungen im heimischen Cricket für den Sheikh Jamal Dhanmondi Club in der Dhaka Premier League ermöglichten seine Rückkehr ins Nationalteam im Sommer 2021. Daraufhin erhielt er vor allem in den Twenty20s mehr Einsätze. Er erhielt vom bangladeschischen Verband einen Vertrag für diese Rolle und nachdem Mushfiqur Rahim vom Twenty20-Cricket zurücktrat übernahm er die zentrale Rolle im Team in diesem Format. Damit erhielt er die Nominierung für den ICC Men’s T20 World Cup 2021, konnte jedoch dort am Schlag nicht überzeugen. Mit dem Sheikh Jamal Dhanmondi Club gewann er danach in der Dhaka Premier League den Titel. Im Juni 2022 erhielt er in den West Indies wieder einen Einsatz in der Test-Serie und erreichte dabei zwei Fifties (64 und 60* Runs). Daraufhin wurde er zum Kapitän des Twenty20-Teams bei der Tour in Simbabwe ernannt. Jedoch zog er sich im zweiten Spiel der Tour eine Finger-Fraktur zu und fiel damit aus. Damit verpasste er auch den Asia Cup 2022. Dennoch erhielt er die Nominierung für den ICC Men’s T20 World Cup 2022. Dabei war seine beste Leistung 25* Runs gegen Indien.